# Mariano Aguirre
Mariano Aguirre Ernst (La Plata, Argentina, 17 de diciembre de 1950) es periodista y analista de política exterior experto en conflictos internacionales, consolidación y mantenimiento de la paz, acción humanitaria y conflicto y desarrollo. En la actualidad es Senior Advisor en la Oficina del Coordinador Residente de Naciones Unidas en Bogotá. 

## Trayectoria
Nació en Argentina en 1950. Se exilió a Europa en 1974 y ha vivido en Reino Unido, Portugal, España, Estados Unidos, Noruega y en la actualidad en Colombia. 
Es MPhil  en Estudios sobre Paz y Conflicto por el Trinity College (Dublín) (1990) Realizó su tesis sobre los conflictos de baja intensidad y su repercusión en la política de seguridad de EE. UU. y el Tercer Mundo.
Llegó a Madrid en 1976 donde inicialmente dirigió el área de Paz del Centro de Investigaciones Para la Paz y las publicaciones “Papeles para la Paz” del “Anuario sobre paz militarización y conflictos" y posteriormente fue director del Centro de Investigaciones para la Paz.
También codirigió y coordinó los programas de Paz y Seguridad y de Derechos Humanos de la Fundación para las Relaciones Internacionales y el Diálogo Exterior (FRIDE).
En 2003 fue coordinador de programas sobre paz y conflictos en la Fundación Ford en Nueva York (2003-2005).Fue director del Centro Noruego para la Resolución de Conflictos e investigador asociado del Transnational Institute de Ámsterdam.
Pertenece a la junta directiva del Instituto de Estudios sobre Conflictos y Acción Humanitaria.
Autor de diversos libros y ensayos sobre acción humanitaria, conflictos y desarrollo, y reconstrucción en situaciones de postconflicto, escribe regularmente en medios de comunicación entre ellos  OpenDemocracy, Le monde diplomatique, El Correo, La Vanguardia, Maniere de voir, AlertNet, Enjeux Internationaux, Temas, El País, Política Exterior, Debate, BBC World Service, Radio Nederland, Radio Nacional de España, Radio France International, Mediterranean Politics y CNN.
En 1983 recibió el premio Justicia y Paz de periodismo y en 1992 Premio Derechos Humanos de Periodismo en España.

## Publicaciones
- 2017 Salto al vacío. Crisis y declive de Estados Unidos Icaria editorial, Barcelona.
- 2007 Un sistema internacional en movimiento El Debate Político. Revista Iberoamericana de Análisis Político.
- 2003 Before Emergency. Conflict Prevention and the Media (Coeditor con Francisco Ferrándiz y José Manuel Pureza) HumanitarianNet/University of Deusto, Bilbao
- 2003 La ideología neoimperial. La crisis de EEUU con Irak (Coautor con Phyllis Bennis) TNI/CIP with Icaria, Barcelona
- 2002 The Emotion and the Truth. Studies in Mass Communication and Conflict (Coeditor con Francisco Ferrándiz) HumanitarianNet/University of Deusto, Bilbao
- 2002 Guerra y olvido. La Unión Europea y la prevención de conflictos en África (Coautor con Cecilia Bruhn) Colección: Informes, Intermón Oxfam
- 1999 Guerras en el sistema mundial (Coeditor con Teresa Filesi) Anuario CIP 1999, CIP/Icaria, Barcelona
- 1998 Rebeldes, Dioses y Excluidos. Comprender el fin del milenio (Coautor con Ignacio Ramonet) IcariaMás Madera, Barcelona
- 1998 Guerras periféricas, derechos humanos y prevención de conflictos (Editor y coautor) Anuario CIP 1998, CIP/Icaria, Barcelona
- 1998 Conflict Prevention and the western Mediterranean Region (Coeditor con George Joffe y Jéhane Lavandero) SWPConflict Prevention Network, Ebenhausen and Brussels
- 1997 Las guerras modernas: pobreza, recursos, religion (Editor y coautor) Anuario CIP 1997, CIP/Icaria, Barcelona
- 1996 Raíces de los conflictos armados (Editor) Anuario CIP 1996, CIP/Icaria, Barcelona
- 1995 Los días del futuro. La sociedad internacional en la era de la globalización Barcelona, Icaria
- 1995 Ruptura de hegemonías. La fragmentación del poder en el mundo (Editor y coautor) Anuario CIP 1994-1995, CIP/Icaria, Barcelona
- 1994 Conflictos y dilemas de la sociedad internacional. Entre Sarajavo y Chiapas (Editor y coautor) Anuario CIP 1993-1994, CIP/Icaria, Barcelona
- 1993 Retos del fin de siglo. Nacionalismo, migración, medio ambiente (Editor y coautor) Anuario CIP 1992-1993, CIP/Icaria, Barcelona
- 1992 Paz, militarización y conflictos. Anuario CIP 1991-1992 (Editor y coautor) CIPIcaria, Barcelona
- 1991 Misiles o microchips. La conversión de la industria militar en civil (Coeditor con Graciela Malgesini) FUHEM/Icaria, Barcelona
- 1991 Paz, militarización y conflictos. Anuario CIP 1990-1991 (Editor y coautor) CIPIcaria, Barcelona, 1991
- 1990 Paz, militarización y conflictos. Anuario CIP 1989-1990 (Coeditor y coauthor) Editorial Fundamentos, Madrid
- 1989 Guerras de baja intensidad (Coeditor con Robert Matthews) Fundamentos, Madrid
- 1989 Paz, militarización y conflictos. Anuario CIP 1988-1989 (Coeditor y coautor) IEPALA/CIP, Editorial Fundamentos, Madrid
- 1988 El Acuerdo de los euromisiles. De Reikiavik a Washington (Coautor) IEPALA, CIP, Madrid
- 1984 De Hiroshima a los euromisiles. Tecnos, Madrid